# Trški Vrh
Trški Vrh je naselje na Hrvaškem, ki upravno spada pod mesto Krapina Krapinsko-zagorske županije.

## Lega
Naselje leži okoli 1 km severovzhodno od Krapine na nadmorski višini 285 m ob cesti, ki Krapino povezuje s Radobojem.

## Zgodovina
Enoladijsko baročno zaobljubno cerkev Majke Božje Jeruzalemske je zgradil Josip Javornik med leti 1750 do 1761 na mestu kjer je stala kapela, ki se prvič omenja leta 1669. Zaobljube so vezane na kipec Svete Marije katerega je neki redovnik prinesel iz Jeruzalema. Jožef Anton Lerchinger je notranjost poslikal z velikimi stenskimi iluzionističnimi freskami s prizori iz Stare in Nove zaveze ter iz življenja Svete Marije. Zaobljubna cerkev Majke Božje Jeruzalemske je ena od najlepših baročnih cerkev hrvaškega Zagorja.

## Demografija
| Pregled števila prebivalcev po letih | Pregled števila prebivalcev po letih | Pregled števila prebivalcev po letih | Pregled števila prebivalcev po letih | Pregled števila prebivalcev po letih | Pregled števila prebivalcev po letih | Pregled števila prebivalcev po letih | Pregled števila prebivalcev po letih | Pregled števila prebivalcev po letih | Pregled števila prebivalcev po letih | Pregled števila prebivalcev po letih | Pregled števila prebivalcev po letih | Pregled števila prebivalcev po letih | Pregled števila prebivalcev po letih | Pregled števila prebivalcev po letih |
| ------------------------------------ | ------------------------------------ | ------------------------------------ | ------------------------------------ | ------------------------------------ | ------------------------------------ | ------------------------------------ | ------------------------------------ | ------------------------------------ | ------------------------------------ | ------------------------------------ | ------------------------------------ | ------------------------------------ | ------------------------------------ | ------------------------------------ |
| 1857                                 | 1869                                 | 1880                                 | 1890                                 | 1900                                 | 1910                                 | 1921                                 | 1931                                 | 1948                                 | 1953                                 | 1961                                 | 1971                                 | 1981                                 | 1991                                 | 2001                                 |
| 164                                  | 185                                  | 182                                  | 189                                  | 172                                  | 191                                  | 189                                  | 189                                  | 196                                  | 204                                  | 251                                  | 353                                  | 384                                  | 376                                  | 393                                  |